# البلسة (السدة)

تعديل مصدري - تعديل

البلسة محلة تابعة لقرية كحلة، التابعة لعزلة بني الحارث بمديرية السدة إحدى مديريات محافظة إب في الجمهورية اليمنية.، بلغ تعداد سكانها 45 حسب تعداد اليمن لعام 2004.